# Joseph Valette de Montigny
Joseph Valette de Montigny (Béziers, 1665 - Toulouse, 1738) fue un compositor y maestro de capilla barroco francés.

## Vida
Vinculado a la rica familia de orfebres de Perpiñán, los Valette, fue en Béziers donde Valette de Montigny inició sus estudios de música como infante del coro, a cargo del maestro de capilla de la catedral. Rápidamente se convirtió en el maestro de música [maestro de capilla] de la catedral, desde 1689 hasta 1692.
Hasta 1694 ocupó el mismo cargo pero esta vez en Narbona. De 1718 a 1725, permaneció en Senlis, antes de ocupar el magisterio en San Severino de Burdeos hasta 1729 y finalmente el magisterio en la iglesia abacial de San Sernín de Toulouse, cargo que no dejaría hasta su fallecimiento en 1738. Estas dos últimas no son catedrales, pero fueron iglesias muy importantes en el mundo musical.
A día de hoy, para el período que va de 1694 a 1718, su trayectoria resulta un tanto vaga. Durante esos años se sabe que pasó por Londres (1700), La Haya (1701) y Copenhague (1702), además de un viaje a Italia del que no se sabe nada. Sabemos que estuvo en Metz en 1702, donde donó uno de sus motetes, Parce mihi Domine, en el que cantó el joven Joseph Bodin de Boismortier. De hecho, Valette de Montigny había seguido hasta allí al vizconde de Andrezel, Jean-Baptiste Louis Picon, en ese momento responsable de la intendencia de Alsacia.

Ce mois de novembre 1702, veu la presente requeste du sieur Joseph de Montigny, musicien ordinaire attaché à Monseigneur Picon, subdélégué à l'Intendance, disant qu'ayant esté sollicitez par Simon Gravé pour ses noces en l'église Saint-Gorgon du 13 du dit mois et an, désireux d'y donner un motet de sa composition Parce mihi Domine contre l'avis de notre bien aymé Jacques Mazurier, maistre de musique en notre ville de Metz. Ayant séparé les parties, permettons à Joseph de Montigny de Beziers d'y exécuter son morceau de musique affin que les voix y soit chanstées par les neupveu du dit marié. Antoine Dupuy y tiendra les parties d'orgue
Este mes de novembre 1702, vista la presente solicitud del Sr. Joseph de Montigny, músico ordinario adscrito a Monseñor Picon, subdelegado ante la Intendencia, diciendo que había sido solicitado por Simon Gravé para su boda en la iglesia de Saint-Gorgon del 13 del citado mes y año, deseando regalar un motete de su composición Parce mihi Domine en contra del consejo de nuestro querido Jacques Mazurier, maestro de música en nuestra ciudad de Metz. Una vez separadas las partes, dejemos que Joseph de Montigny de Beziers interprete su pieza musical para que las voces sean cantadas por los sobrinos de dicho novio. Antoine Dupuy interpretará allí las partes de órgano.
Primera de las «Lecciones», cantadas el 2 de noviembre con ocasión de Día de los Fieles Difuntos

## Obra
El contemporáneo de Valette, Sébastien de Brossard dijo del compositor:

Ce Valette est un des plus excellents génies que nous ayons et sa musique est excellente.
Este Valette es uno de los más excelentes genios que tenemos y su música es excelente.

- Valette de Montigny, Joseph (1701). Motets à Voix seule mêlés de Symphonies par M. Valette de Montigny (en francés) I. (edición corregida y aumentada en 1711). París: Ballard.

- En las colecciones de melodías serias y para taberna de varios autores publicadas por Ballard: Felice chi vi mira (octubre de octubre de 1709), Un soir compère Grégoire (febrero de 1710), Jeune Philis que vous avez de charmes (diciembre de 1710), Hélas depuis longtemps dans l'affreuse indigence (diciembre de 1710), Calme mes déplaisirs (enero de 1713), Volez tendres soupirs (febrero de 1713), Vite, vite, que l'on me verse à boire (septiembre de 1713).

- También hay que tener en cuenta cinco obras conservadas en forma manuscrita: Beatus vir (motete a gran coral, PBN ms 17788), salmo 68 Salvum me fac Deus (motete a gran coral, PBN Vm1 1125), Exaltabo te (motete a gran coral, Lybm Res FM 134028), Surgepropera (Canticum canticorum Salomonis 2.10, motete a gran coro, Lybm Res FM 129943), y el In convertendo («motete para voz solista acompañado de una flauta alemana y dos bajos», Lybm Res FM 27286).